# 제이슨 배스
제이슨 배스(1974년 6월 22일 ~ )는 해태 타이거즈에서 뛰었던 미국의 전 야구 선수다.

## 같이 보기
- 2000년 해태 타이거즈 시즌